# El noi blau

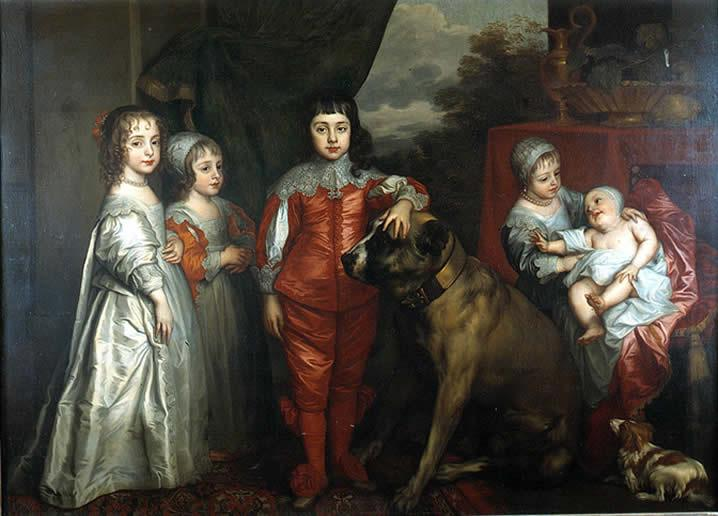
El nen rei Carles I d'Anglaterra el 1637 per Van Dyck.

El noi blau (en anglès: The Blue Boy) (c. 1770) és una pintura a l'oli realitzada per Thomas Gainsborough. Potser l'obra més famosa de Gainsborough, es creu que és un retrat de Jonathan Buttall (1752-1805), fill d'un ric comerciant, encara que això mai no ha estat demostrat. Es tracta d'un retrat alhora que d'un estudi històric del vestuari dels joves del segle xvii, es considera que va ser un homenatge de Gainsborough a Anthony van Dyck, i, en particular, està molt proper al retrat de Carles I quan era nen, realitzat per Van Dyck, i que segurament Gainsborough va descobrir la seva pintura i la de Rubens en les col·leccions del castell de Wilton que va visitar amb el seu amic i mecenes Philip Thicknesse.
Hi ha indicis que Gainsborough ja havia pintat alguna cosa al llenç abans de començar El noi blau. La pintura és en un llenç força gran per a un retrat, perquè mesura 1,778 d'alçada per 1,121 metres d'amplada. Es troba en la Biblioteca Huntington, a San Marino (Califòrnia).
Joshua Reynolds davant la vista del retrat El noi blau, va escriure:
| « | Totes aquestes esgarrapades i aquests senyals estranys que, de mirar-los de prop, són tan perceptibles en els quadres de Gainsborough i que també a pintors experimentats els semblen més aviat l'efecte de l'atzar que el resultat d'una intenció, aquest caos, aquest aspecte repel·lent i informe, per una espècie de màgia pren forma a una certa distància, i totes les parts semblen posar-se al seu lloc, de manera que podem deixar difícilment de reconèixer el ple efecte de l'aplicació sota la aparença de l'atzar, de la pressa i de la negligència[…] Hem de convenir en què els tocs concisos de Gainsborough han contribuït molt a la lleugeresa d'efecte que constitueix una bellesa notable de les seves pintures. | » |

## Recorregut de la pintura
Una de les obres més conegudes de Gainsborough, El noi blau, es va considerar durant molt de temps un retrat de Jonathan Buttall (1752–1805), fill d'un ric comerciant de ferreteria, a causa que va ser ell qui va ser el propietari del quadre des de principis de l'època. Aquesta identificació no s'ha demostrat mai i, tal com va argumentar Susan Sloman el 2013, el probable model és el nebot de Gainsborough, Gainsborough Dupont.
És un estudi de vestuari històric i també un retrat; el jove apareix amb roba del segle xvii com a homenatge de l'artista a Anton van Dyck i és molt similar als retrats de nois joves de Van Dyck, especialment el seu doble retrat dels germans George Villiers, segon duc de Buckingham, i Lord Francis Villiers.
Gainsborough ja havia dibuixat alguna cosa a la tela abans de començar El noi blau, que va pintar per sobre. La pintura és aproximadament de mida natural, mesura 1200 mm d'ample per 1800 mm d'alçada.
El 1821, John Young, gravador i conservador de la British Institution, va publicar una reproducció de la pintura per primera vegada i va explicar la història de com l'artista va pintar El noi blau per contradir el consell de Sir Joshua Reynolds. Com a president de la Royal Academy of Arts, Reynolds va impartir conferències públiques sobre l'ús de colors càlids i freds en el seu Vuitè Discurs presentat el 1778.
| « | Al meu entendre, cal observar indispensablement que les masses de llum en una pintura sempre siguin d'un color càlid i suau, groc, vermell o blanc groguenc, i que els colors blau, gris o verd es mantinguin gairebé completament fora d'aquestes masses i s'utilitzin només per recolzar o ressaltar aquests colors càlids; i per a aquest propòsit, una petita proporció de color fred serà suficient. Siguem inversos; que la llum sigui freda i el color circumdant càlid, com sovint veiem a les obres dels pintors romans i florentins, i estarà fora del poder de l'art, fins i tot en mans de Rubens i Ticià, fer una pintura esplèndida i harmoniosa. | » |

Aquesta història va apel·lar a la percepció pública de les personalitats clarament diferents de Reynolds i Gainsborough, ja que va oposar els dos artistes. Com a president de la Royal Academy, Reynolds va ser un defensor disciplinat de la pintura d'història que va tenir un paper actiu en el desenvolupament i l'aplicació del currículum, i en la presentació de les exposicions anuals. Gainsborough, en canvi, era pintor de retrats i paisatgista i es mantenia al marge de qualsevol funció acadèmica. Reynolds va ser nomenat/batejat cavaller el 1769 i va escriure crítica d'art i va impartir conferències, mentre que Gainsborough mai va rebre reconeixement sobirà i va escriure una correspondència animada com a llegat escrit. Aquestes i altres diferències reals i imaginàries entre els dos artistes van ser exagerades en informes posteriors sobre la creació de The Blue Boy.
Tot i que finalment va quedar clar que Gainsborough va completar la pintura vuit anys abans del Vuitè Discurs de Reynolds, la història de com va ser el resultat d'un desafiament sobre els colors càlids i freds era massa bona per abandonar-la. El relat erroni repetit va impulsar la pintura a la fama internacional.
La pintura estava en possessió de Jonathan Buttall, fins que es va declarar en fallida el 1796. Va ser comprat per primera vegada pel polític John Nesbitt i després, el 1802, pel retratista John Hoppner. Al voltant de 1809 El noi blau va entrar a la col·lecció del comte de Grosvenor on es va conservar fins que un dels seus descendents el segon duc de Westminster el va vendre al marxant d'art Joseph Duveen el 1921.
La família Grosvenor va tenir un paper important en la creixent fama de The Blue Boy durant els segles XIX i principis del XX. No només van permetre que els visitants entressin a la seva residència londinenca per veure la pintura, sinó que també la van prestar sovint a exposicions importants, com ara l’Exposició Art Treasures de Manchester el 1857, quan El noi blau va captar l'atenció d'espectadors que probablement mai abans havien pensat gaire en les belles arts. Les guies de galeries i les publicacions d'exposicions van transmetre la història dels orígens controvertits de la pintura i van afirmar que «no hi ha res que hagi atret una admiració més universal que aquesta pintura 'de gran fama'». Posteriorment, la pintura es va exposar amb gran èxit públic a la Gran Exposició de Londres del 1862, a la Royal Academy i al South Kensington Museum el 1870, a la Grosvenor Gallery el 1885 i a la Royal Academy el 1896, quan va ser identificada com la més famosa de totes les seves pintures per una crítica del London Times.
A més de poder veure el quadre Blue Boy de Gainsborough en llocs públics, el quadre també va aparèixer en publicacions i com a impressions individuals en blanc i negre i en color. Es va convertir en una figura de ceràmica popular i va aparèixer en anuncis. El noi de blau també va cobrar vida amb homes, dones, nens i nenes que es disfressaven amb disfresses similars i es feien passar per joves de Gainsborough en balls de disfresses i cerimònies de casament, en pantomimes i obres de teatre, i finalment en pel·lícules i programes de televisió.
El 1919, el quadre havia inspirat el productor de cinema alemany Friedrich Wilhelm Murnau per crear el seu debut al cinema amb Der Knabe in Blau (El noi blau).
En un acte que va provocar una protesta pública a Gran Bretanya, va ser venut a l'empresari Henry Edwards Huntington de l'American Railway per 728.800 dòlars, segons l'acord amb el marxant Duveen, un preu aleshores rècord per a qualsevol pintura.(D'acord amb una notícia al The New York Times, de l'11 de novembre de 1921, el preu de compra va ser de 640.000 dòlars, –i això suposaria uns vuit milions el 2010–. Abans de la seva partida a Califòrnia el 1922, El noi blau va ser exposat breument a la National Gallery de Londres, on va ser vist per unes 90.000 persones, i el director de la galeria Charles Holmes va inscriure unes paraules de comiat a la part posterior de la pintura: «Au Revoir, C.H.». Emmarcada a l'escenari, vestida com el noi del quadre i flanquejada per cowboys i indis, la famosa Nellie Taylor cantava The Blue Boy Blues de Cole Porter.
Quan les noies i les dones es van fer passar per les Blue Boy de Gainsborough a l'escenari i a la pantalla, van provocar una feminització gradual de la joventut. A principis del segle XX, Marlene Dietrich va ser fotografiada amb un vestit de Blue Boy i Shirley Temple va aparèixer com la jove de Gainsborough a la pel·lícula Curly Top el 1935. Poc després que la pintura aparegués a l'entrada principal de la residència familiar dels Cleaver durant la tercera temporada del programa Leave it to Beaver el 1959, els espectadors van associar cada cop més trets femenins amb el noi vestit de blau, cosa que va conduir a la seva connexió amb una cultura gai emergent.
El setembre de 1970, The Blue Boy va ser descobert a les pàgines de la revista Mad Magazine en una tira titulada Prissy Percy. A la tira de quatre vinyetes, l'artista Jack Rickard i l'escriptor Frank Jacobs van utilitzar estereotips contemporanis sobre l'homosexualitat per contrastar el noi de Gainsborough vestit de blau amb un grup de jugadors de futbol americà. Els estereotips que vinculaven The Blue Boy i l'homosexualitat van quedar ben establerts quan Hank Ketcham, el creador de Dennis the Menace, va fer del noi de Gainsborough vestit de blau una mariquita en una tira de diverses vinyetes que incloïa una frase de Dennis que confonia el pintor Gainsborough i el poeta beat i pacifista gai Allen Ginsberg.

Portada Primer número de la revista Blueboy, 1974

El 1974, l'antic director de publicitat de TV Guide, Don N. Embinder (també conegut com Don Westbrook), va publicar el primer número de Blueboy Magazine, una revista bimensual gai de luxe amb fotografies de nu, anuncis enginyosos i articles d'escriptors com Christopher Isherwood i Randy Shilts. Rescatant el Blue Boy de Gainsborough de la seva ingenuïtat, Embrinder el va presentar com l'encarnació de l'home gai recentment alliberat. El número de primer número presentava una portada blava brillant amb una fotografia d'un jove vestit de blau de cintura cap amunt com el boy de Gainsborough. Embinder es va reapropiar de les pàgines còmiques del personatge Blue Boy de Gainsborough i va transformar un estereotip despectiu en un símbol d'orgull.
Entre els artistes gais que han adoptat The Blue Boy com a símbol de l'emancipació gai hi ha Robert Lambert (membre de Les Petites Bon-Bons), Howard Kottler i Léopold Foulem.
Va ser aquest quadre el que va influir a l'artista pop Robert Rauschenberg cap a la seva dedicació a l'art de la pintura. Es troba col·locada en la Biblioteca Huntington davant del quadre Pinkie del pintor Thomas Lawrence.
El noi blau va ser cedit temporalment a la National Gallery de Londres i es va poder veure el 25 de gener de 2022, just un segle després que sortís del Regne Unit el 1922. Va romandre a la National Gallery durant cinc mesos abans de tornar als Estats Units definitivament.
L'octubre de 2021, el Retrat d'un jove cavaller de Kehinde Wiley es va instal·lar davant del Noi blau de Gainsborough al Museu d'Art de Huntington.

## En la cultura popular
A la pel·lícula Django desencadenat de Quentin Tarantino, el personatge principal, Django, un esclau alliberat, decideix portar un conjunt similar al que porta el personatge de Gainsborough a The Blue Boy.
Va inspirar la cinquena temporada de Blue Boy George de Garbage Pail Kids dels anys vuitanta.
El 1985, la imatge va ser esmentada a la cançó Art is for Your Heart de l'episodi The Muppet Museum of Art dels Muppets Babies, amb Gonzo preguntant-se sobre la pintura i Kermit afirmant la possible preferència del subjecte per la roba verda.
La pintura es veu a la pel·lícula Mor un altre dia (2002), on està penjada en un club d'esgrima de Londres i és tallada per Gustav Graves mentre lluita en duel amb James Bond.
La pintura també es veu a la pel·lícula Batman (1989) penjada al museu de Gotham, i de nou a la pel·lícula Joker (2019) penjada en format més petit a l'apartament del Joker.
L'episodi de la tercera temporada de Star Trek: La nova generació Hollow Pursuits, presenta la rèplica de Wesley Crusher a la holocuberta de Reginald Barclay vestit amb un conjunt similar al de The Blue Boy.
A la introducció de la sèrie de televisió Pee-wee's Playhouse (1986-1990), es pot veure el quadre penjat al fons mentre Pee-wee canta la cançó principal.
A la sèrie de Disney Wizards of Waverly Place (2007-2012), el Noi Blau també apareix a l'episodi 21 de la primera temporada.
A la pel·lícula musical d'animació del 2018 Charming, es pot veure el Noi Blau penjat al menjador del castell del Príncep Encantat.
El quadre es veu penjat al despatx de Vincent Ludwig a la pel·lícula The Naked Gun.
A la pel·lícula Caçafantasmes 2 (1989), el personatge Janosz Poha contrasta un gran retrat del bruixot fictici del segle xvi Vigo el Carpat amb el Noi Blau de Gainsborough.
Una imatge d'una fracció de segon a Teacher's Pet mostra una paròdia de la pintura amb en Leonard.
Durant els crèdits de Cinderella III: A Twist in Time, es mostra una paròdia de la pintura que mostra en Gus vestit amb aquest conjunt.
Apareix com un objecte del joc a la sèrie Animal Crossing.
El noi blau va inspirar l'artista pop Robert Rauschenberg a seguir una carrera com a pintor. Sovint s'aparella amb una pintura de Thomas Lawrence anomenada Pinkie que es troba davant seu a la Biblioteca Huntington.
A Mr. Toad's Wild Ride a Disneyland, Califòrnia, abans de sortir del cotxe, podeu veure una pintura de Toad posant vestit de blau i amb un barret de plomes a la mà. Aquesta és una reproducció de la pintura a l'oli de Gainsborough, El noi blau, amb temàtica de Toad.
La pintura de Blue Boy és un accessori molt utilitzat a la comèdia de 1929 de Laurel i Hardy, Wrong Again.
La pintura també es fa referència a la pel·lícula Coraline com un retrat a la sala de la llar de foc del Palau Rosa.
La pintura es veu recolzada contra la paret del traster de la comissaria de policia de Salem a l'episodi de la temporada 7 de Embruixada Samantha's Hot Bedwarmer, que és la segona part de l'arc argumental de 8 parts The Salem Saga (T7 E4). La producció de Bewitched es va traslladar a Salem el juny de 1970 a causa d'un incendi a l'estudi de Hollywood.
A l'episodi The Country House Sale (temporada 5, episodi 6) de la comèdia de situació de la BBC Keeping Up Appearances, Hyacinth vol comprar una pintura similar a The Blue Boy.
El Noi Blau és parodiat a l'episodi de Pelswick Wheeldini.
A l'episodi de 1973 de The Mary Tyler Moore Show La germana de Rhoda es casa, la mare de Rhoda assenyala el quadre que hi ha a l'apartament del seu pare i el d'ella, i diu: «Bé, això només és una còpia».
La pintura també ha inspirat el nom de la barreja característica del popular torrador de cafè Methodical Coffee, Blue Boy.
A la tira diària dels Peanuts del 14/12/1970 dibuixada per Charles M. Schulz, el personatge Schroeder comenta que Gainsborough va pintar El noi blau l'any que va néixer el seu compositor preferit, Beethoven.
A l'episodi Operació Crumb Cake de Phineas and Ferb, Baljeet recrea El noi blau amb flocs de pebrot vermell. El procés li causa un dolor ocular intens i es penedeix de no haver fet una estació de rentat d'ulls.